# Cerkiew Wołoska we Lwowie
Cerkiew Zaśnięcia Matki Bożej (pot. cerkiew Uspieńska – od cs. Uspienije – Zaśnięcie, cerkiew Wołoska) – zabytkowa renesansowa cerkiew we Lwowie, na Starym Mieście, wzniesiona w miejscu wcześniejszej w latach 1591–1629 przez Bernarda Avellidesa, Pawła Rzymianina, Wojciecha Kapinosa i Ambrożego Nutclaussa; dzwonnicę wzniósł w latach 1571–1578 Piotr Barbon.
Zespół cerkiewny położony jest przy ul. Ruskiej i składa się z cerkwi Zaśnięcia Matki Bożej, dzwonnicy (wieży Korniakta) i kaplicy Trzech Świętych Hierarchów.
Fundatorem pierwszej cerkwi był hospodar mołdawski Aleksander Łopuszanin (stąd nosi ona potoczną nazwę Wołoskiej). Drugą cerkiew wzniesiono z inicjatywy Bractwa Uspieńskiego, zaś fundatorem dzwonnicy i kaplicy był kupiec Konstanty Korniakt. Wieża Korniakta uważana jest za pomnik manieryzmu na ziemiach Rzeczypospolitej.
Cerkiew jest obecnie użytkowana przez Kościół Prawosławny Ukrainy.

## Bractwa prawosławne we Lwowie
Cerkiew Wołoska poświęcona Zaśnięciu Matki Bożej służyła bractwu prawosławnemu. Bractwa w miastach Rusi i Litwy stanowiły ważną instytucję życia religijnego i społecznego prawosławnych mieszczan i szlachty. Ich struktura i częściowo cele w pewnym stopniu przypominały średniowieczne cechy. W oparciu o swoje statuty posiadały własny samorząd bracki, troszczyły się o potrzeby świątyni i duchowieństwa, obchodziły święta. Ponieważ prawosławni nie byli dopuszczani do władz miejskich, bractwa zastępowały świeckie formy organizacji, znajdujące się we władaniu katolików. Pod koniec XVI wieku w środowiskach bractw prawosławnych zrodził się ruch na rzecz odnowy życia religijnego Rusi. Sposobem osiągnięcia tego celu miało być podniesienie poziomu życia duchowego i obyczajów wśród duchowieństwa i wiernych. Założycielem bractwa lwowskiego był w 1581 r. książę Konstanty Wasyl Ostrogski. On też wspierał je w następnych latach.
Kiedy w 1585 r. do Lwowa przyjechał prawosławny patriarcha Antiochii Joachim V, ocenił wysoko działalność lwowskiej stauropigii i nadał jej pierwszeństwo przed innymi bractwami na Rusi. Zgodnie z nadanym statutem władze bractwa otrzymały szerokie uprawnienia wobec swoich członków i kleru. Rzeczywistą niezależność bractwa potwierdził przywilej patriarchy Jeremiasza II Tranosa z 1588 r. nadający bractwu lwowskiemu prawa stauropigii, czyli bezpośredniej podległości patriarchatowi konstantynopolitańskiemu. Bractwa prawosławne prowadziły szkoły prawosławne, szpitale. Zrzeszały mieszczan i szlachtę. Po wprowadzeniu unii brzeskiej w 1596 r. stauropigie lwowska i wileńska stały się oparciem dla jej przeciwników.

## Historia
W 1421 r., na miejscu obecnej cerkwi, stał gotycki kościół, wzniesiony z kamienia i z cegły. W 1527 uległ on zniszczeniu w wielkim pożarze, jaki ogarnął miasto.
W latach 1547–1549 zbudowano w tym miejscu cerkiew, którą ufundował hospodar mołdawski Aleksander Łopuszanin, co pozostawiło na stałe ślad w jej nazwie: Cerkiew Wołoska. Niewiele wiadomo o wyglądzie ówczesnej świątyni. Miała ona oszkarpowaną fasadę, trzy wieżyczki z hełmami i polichromie we wnętrzu. Budowę prowadził Piotr z Lugano, zwany Włochem. W 1568 r. mistrz budowlany Feliks rozpoczął wznoszenie wieży; prace po nim kontynuował Piotr Krassowski. W 1570 r., w trakcie robót budowlanych wieża runęła w roku następnym, w pożarze spłonęła cała cerkiew.

## Zespół Cerkwi Wołoskiej
Wszystkie trzy budowle – Cerkiew Wołoska, Kaplica Trzech Świętych Hierarchów (Трьох святителів) i Wieża Korniakta są ze sobą organicznie połączone w jedną całość tworząc wewnętrzny arkadowy dziedziniec okolony kolumnadą. O formie cerkwi zadecydowało bractwo, w którym znaczną rolę odgrywali Grecy pochodzący z kolonii weneckich. Kompleks budynków, obejmujący poza zespołem Cerkwi Wołoskiej także kamienice brackie, zbudowane przeważnie w XVII wieku, wypełnia ściśle czworobok między ulicami: Ruską, Fedorowa (dawniej Blacharską), Placem Muzealnym (dawniej Dominikańskim) i Podwalem. Stanowił on niegdyś własność lwowskiego Bractwa Stauropigijskiego, które posiadało najstarszą we Lwowie drukarnię, wydawało od XVI wieku księgi cerkiewne i utrzymywało bursę. Cenne zbiory będące spuścizną po bractwie przechowywane są w cerkiewnym muzeum.

### Wieża Korniakta

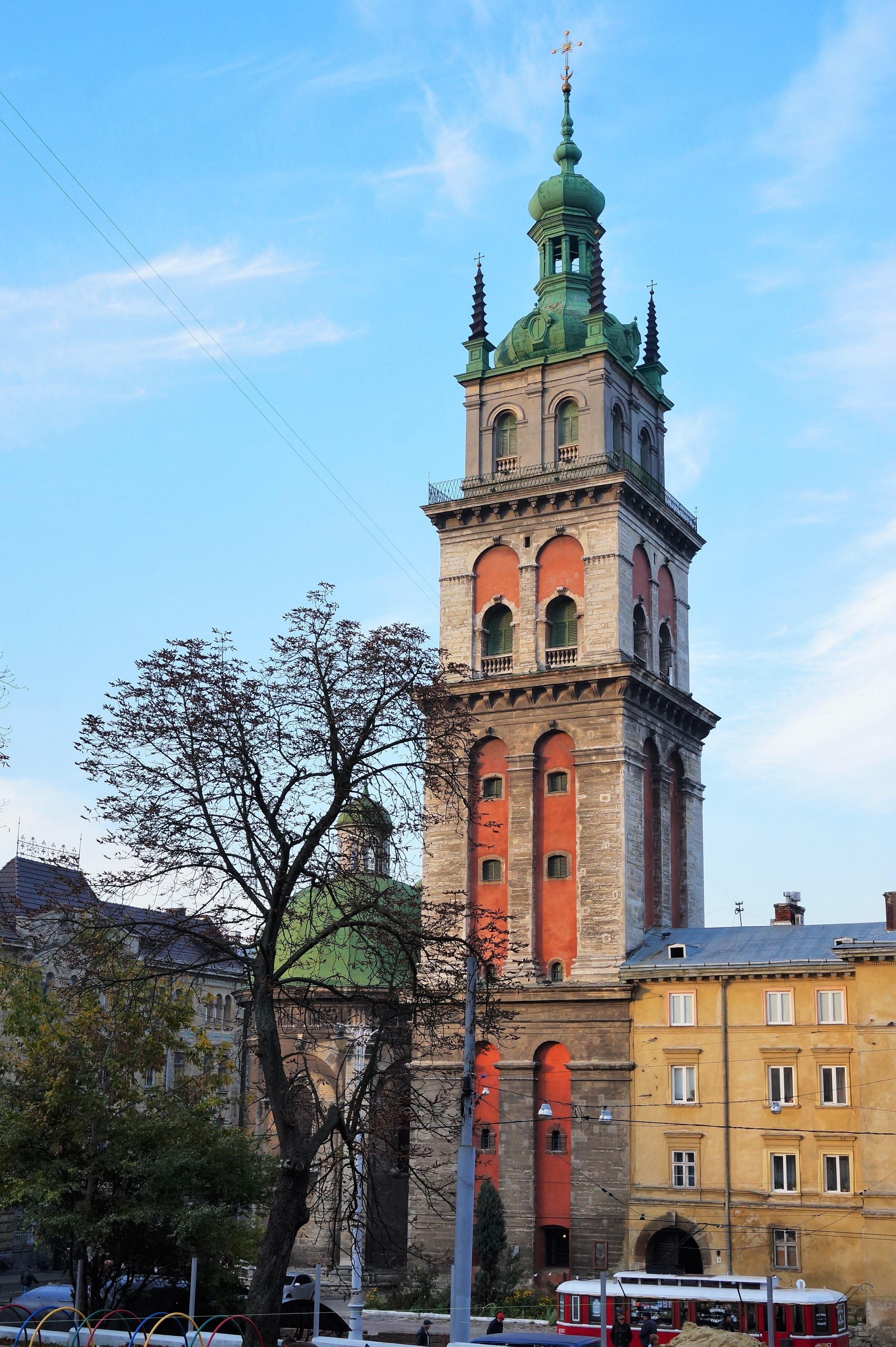
Wieża Korniakta

Odbudowę cerkwi rozpoczęto od wzniesienia wieży, która stać się miała jednym z najważniejszych elementów panoramy Lwowa. Powstała ona dzięki datkom najbogatszego lwowskiego patrycjusza Konstantego Korniakta, członka bractwa lwowskiego, Greka pochodzącego z należącego do Wenecji miasta Kandia na Krecie. Wieża wzniesiona przez architekta Piotra Barbona w latach 1573–1580 jest uważana za pomnik manieryzmu na ziemiach Rzeczypospolitej. W jej architekturze, poprzez zastosowanie par rozczłonkowanych arkad, widać wpływy weneckich kampanili wzbogaconych podczas nadbudowy o elementy polskie. Trójkondygnacyjną budowlę oblicowano kamieniem, na każdym piętrze oplatając kolumnami jońskimi. Całość zwieńczył niski, namiotowy dach. Wieża spłonęła w 1672 r. podczas oblężenia Lwowa przez Turków po upadku Kamieńca Podolskiego. W latach 1695–1696 architekt nadworny króla Jana III Sobieskiego Piotr Baber usunął uszkodzenia, podwyższył wieżę o jedno piętro z cegieł nakrywając całość barokowym hełmem z czterema narożnymi, spiralnymi pinaklami u jego podstawy. W 1779 r. wieżę uszkodziło uderzenie pioruna. Wiernej rekonstrukcji dokonała w latach 1792–1795 Dyrekcja Budowlana we Lwowie. W 1783 r. na wieży zawieszono dzwon Kiryło, 2-metrowej średnicy, największy we Lwowie, odlany przez miejscowego ludwisarza Teodora Polańskiego. W czasach późniejszych zawieszono też kilka dalszych dzwonów. Wieża, odseparowana od reszty cerkwi, założona na planie kwadratu o boku 6 m, wysoka na 66 m, uważana była za „najpiękniejszą włoską wieżę na polskiej ziemi”.
Dolną kondygnację wieży, wzniesioną z nietynkowanych kamiennych bloków zdobią z trzech stron pary arkadowych wnęk, rozdzielone szerokimi pilastrami, oraz potężne gzymsy wsparte na konsolach. Ozdobną oprawę otrzymały także półkoliście zamknięte okna w dwóch górnych kondygnacjach.

### Kaplica Trzech Świętych Hierarchów

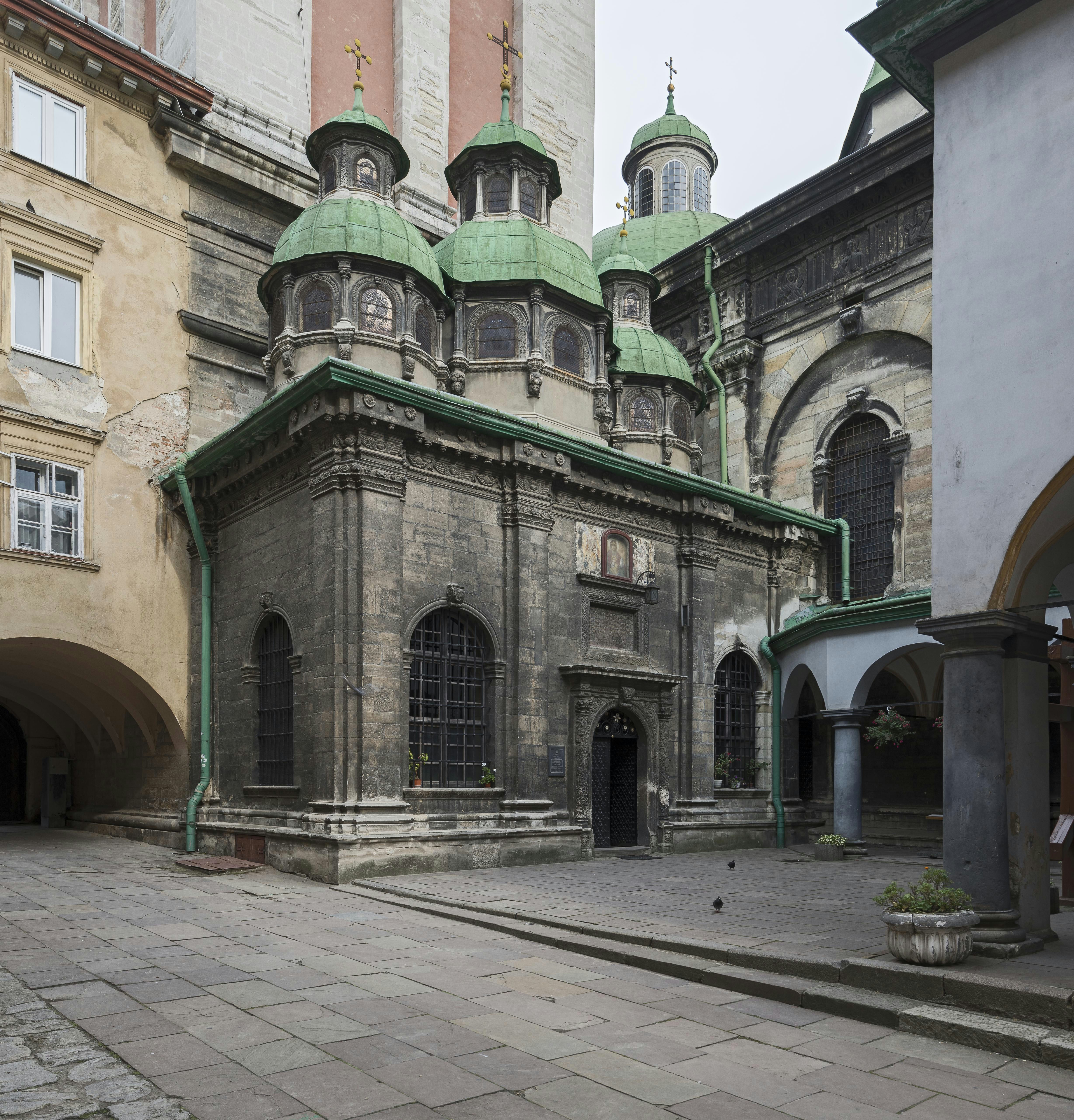
Kaplica Trzech Świętych

Wkrótce po zbudowaniu wieży Konstanty Korniakt zawarł umowę na wzniesienie nowej budowli z architektem Piotrem Krassowskim. Miała to być kaplica Trzech Świętych Hierarchów: Jana Chryzostoma, Bazylego Wielkiego i Grzegorza z Nazjanzu). Powstała ona w latach 1578–1590. Ołtarz w kaplicy poświęcono w 1581 r. Kaplica nawiązywała stylem do architektury bizantyjskiej – miała formę małej cerkwi o trzech kopułach na jednej osi i stanowiła jakby miniaturę Cerkwi Wołoskiej. Jej ściany oblicowano kamieniem. Szczególną uwagę zwracają trzy kopuły kaplicy, wsparte na ośmiokątnych podstawach, oplecione kolumienkami i portal wejściowy, wyrzeźbiony w białym wapieniu, bogato dekorowany kolumnami, fryzem i misternym ornamentem z motywami liści akantu i winogron. Bogaty wystrój zewnętrzny kaplicy tworzą podwójne pilastry i rzeźbiony fryz z główkami aniołów. Po zniszczeniach wywołanych pożarem remont kapitalny kaplicy przeprowadził w 1671 lwowski kupiec Aleksy Bałłaban, o czym informuje kamienna tablica ze stosowną inskrypcją, umieszczona nad wejściem. Być może dopiero wówczas kaplica otrzymała swój ostateczny kształt. Wyposażenie kaplicy stanowią złocone obrazy i bogata ornamentyka rzeźbiarska z XVI i XVII w. Wnętrze kopuł wypełniają dekoracja stiukowa o motywach roślinnych i polichromia naśladująca mozaikę. Cennym elementem wyposażenia kaplicy jest XVI-wieczna ikona Przemienienia Pańskiego.

### Cerkiew Wołoska

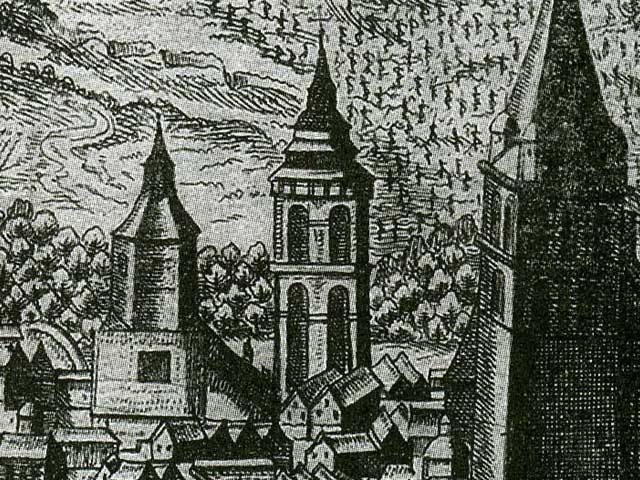
Cerkiew Wołoska na rycinie z 1618

Właściwa Cerkiew Wołoska została zbudowana w latach 1591–1629. Inicjatorem jej budowy było Bractwo Stauropigijskie, a fundusze na jej budowę zbierano na całej Rusi. Dzieło wsparli między innymi hetman Piotr Konaszewicz-Sahajdaczny, hospodarowie mołdawscy Jeremi Mohyła i Szymon Mohyła, a nawet car moskiewski Fiodor I. Oryginalny plan świątyni, wzorowany być może na kościele San Salvador w Wenecji, o trzech kopułach na jednej osi, stał się wzorem dla szeregu późniejszych realizacji. Bizantyjskiemu rozplanowaniu towarzyszyła architektura o renesansowym, włoskim rodowodzie. Cerkiew Wołoska była dziełem dwóch budowniczych – projektanta i głównego budowniczego Pawła Rzymianina i jego teścia Wojciecha Kapinosa, który mu pomagał. W 1598 r. Rzymianina zastąpił Ambroży Przychylny. W 1631 r. konsekrowano cerkiew. W 1700 r., po przystąpieniu eparchii lwowskiej do unii, cerkiew stała się świątynią greckokatolicką. W 1946 r. przejęli ją prawosławni wskutek pseudosoboru lwowskiego, na mocy którego wszystkie struktury Cerkwi greckokatolickiej w ZSRR włączono do Rosyjskiego Kościoła Prawosławnego. Po upadku ZSRR świątynię przejął Ukraiński Autokefaliczny Kościół Prawosławny. Od 2018 r. cerkiew należy do Kościoła Prawosławnego Ukrainy.

#### Architektura
Cerkiew jest trzynawową bazyliką złożoną z krótkiego babińca, trzyprzęsłowej nawy na planie prostokąta i półkoliście zamkniętego prezbiterium. Nad dachem wznoszą się trzy kopuły z wysokimi latarniami, położonymi na osi głównej świątyni. Fasadę budowli rozczłonkowują szerokie toskańskie pilastry, między którymi symetrycznie rozmieszczono niewielkie okna z archiwoltami. Pod gzymsem biegnie dorycki fryz tryglifowy (dzieło Jakuba i Konstantego Kulczyckich). Tematyka płaskorzeźb na metopach fryzu jest biblijna.

#### Wnętrze

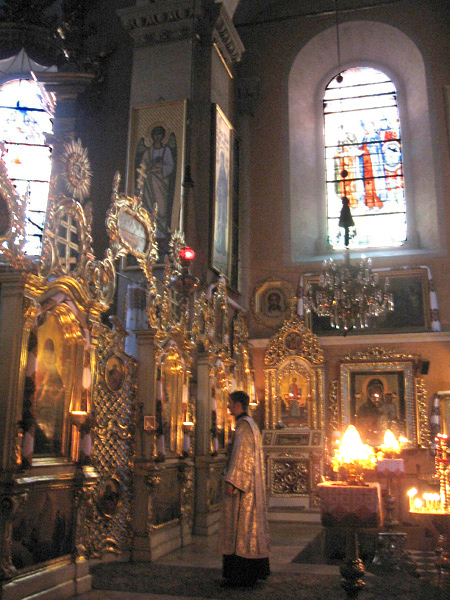
Wnętrze Cerkwi Wołoskiej – ikonostas

Wnętrze świątyni odznacza się proporcjonalnością założenia i ładem architektonicznym. Nawy są rozdzielone parami toskańskich kolumn, które jednocześnie wspierają środkową kopułę cerkwi. Wnętrze kopuły wypełnia dekoracja kasetonowa z rozetami. W pendentywach kopuły znajdują się kartusze z herbami dobrodziejów cerkwi. W podobny sposób jest ozdobiona kopuła nad prezbiterium. Pozostałe części nawy i babiniec są nakryte gotyckim sklepieniem krzyżowym. Nad babińcem znajduje się chór połączony z galeriami ciągnącymi się nad nawami bocznymi.
W prezbiterium znajduje się ołtarz główny, dzieło artystów lwowskich: Michała Filewicza i Franciszka Olędzkiego. Reprezentuje on dojrzałe rokoko, stanowiąc oryginalne połączenie wpływów łacińskich i wschodnich. Wnętrze apsydy wypełnia duża, kolumnowa aedicula, podobna do ołtarzy epoki baroku, poprzedzona przez niską ścianę ikonostasu z misternie rzeźbionymi królewskimi wrotami. Na ikonostasie umieszczonych jest kilkanaście cennych ikon namalowanych przez Fedora Seńkowicza i Mikołaja Petrachnowicza w I połowy XVII wieku. Ikony te pierwotnie stanowiły część wyposażenia pierwszego ikonostasu Cerkwi Wołoskiej, który w 1767 r. został przeniesiony do cerkwi w Grzybowicach Wielkich pod Lwowem, gdzie znajduje się do chwili obecnej i jest uważany za najstarszy zachowany ikonostas na Ukrainie. W cerkwi są też inne stare obrazy, w tym XVII-wieczne obrazy cechowe, cykl Drogi Krzyżowej z I połowy XIX wieku i portret Konstantego Korniakta, namalowany na przełomie XVIII i XIX wieku przez Łukasza Dolińskiego; Konstanty Korniakt pochowany został w grobowcu w krypcie cerkwi. Witraże wykonano w latach 1926–1930 według projektu malarza Petra Chołodnego.